# NGC 1097
NGC 1097（Caldwell 67）は、ろ座の方角に約4500万光年離れた位置にある棒渦巻銀河である。1790年10月9日にウィリアム・ハーシェルが発見した。この銀河では、3つの超新星爆発（SN 1992bd、SN 1999eu、SN 2003B）が観測された。
NGC 1097はセイファート銀河であり、詳細な写真観測により、4本の幅の狭い宇宙ジェットが核から放射されていることが明らかとなった。これらは、（現在の弱い）活動銀河核の兆候と解釈されている。さらに、最も明るい電波からX線域のスペクトルエネルギーの分布の分析により、シンクロトロン放射や熱放射の可能性を除外し、この光学ジェットは実は恒星でできていることを明らかにした。超大型干渉電波望遠鏡群を用いてもジェットの中から水素原子は検出できず、多くのシミュレーションから、このジェットは矮小銀河を飲み込んだ残骸であるという現在の解釈が導かれた。
ほとんどの大質量銀河と同様に、NGC 1097は中心に超大質量ブラックホールを持つ。中心のブラックホールの周りには、ガスや塵が渦巻状に繋がる環状の星形成領域がある。
NGC 1097は、2つの伴銀河を持ち、大きい方が矮小楕円銀河NGC 1097Aである。これは特異な楕円銀河で、NGC 1097の中心から4万2000光年の距離を公転する。太陽質量の5×106倍の矮小銀河NGC 1097Bは外側に位置し、HI放出によって発見され、矮小不規則銀河と考えられているが、それ以外はほとんど分かっていない。

## ギャラリー

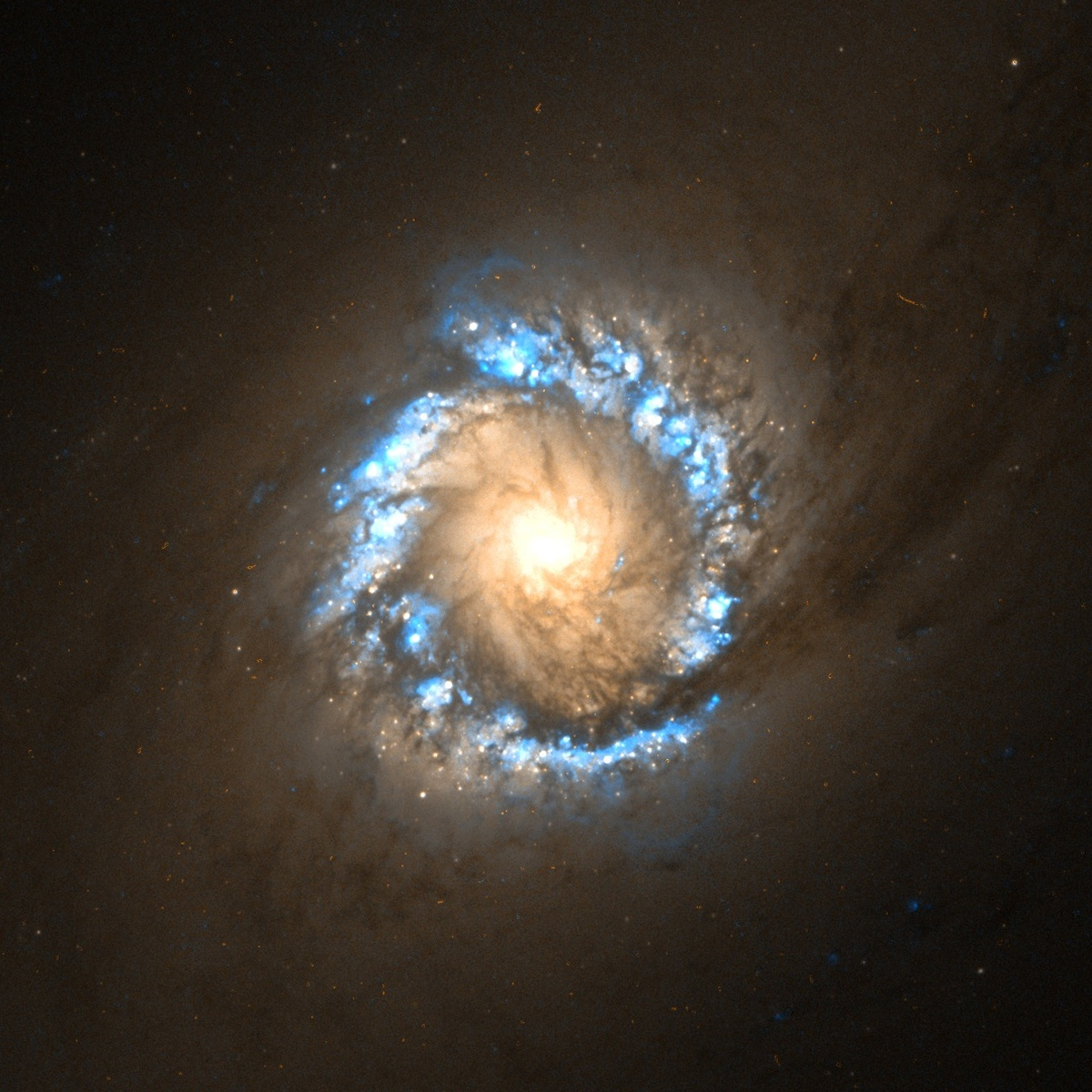
NGC 1097の星形成領域
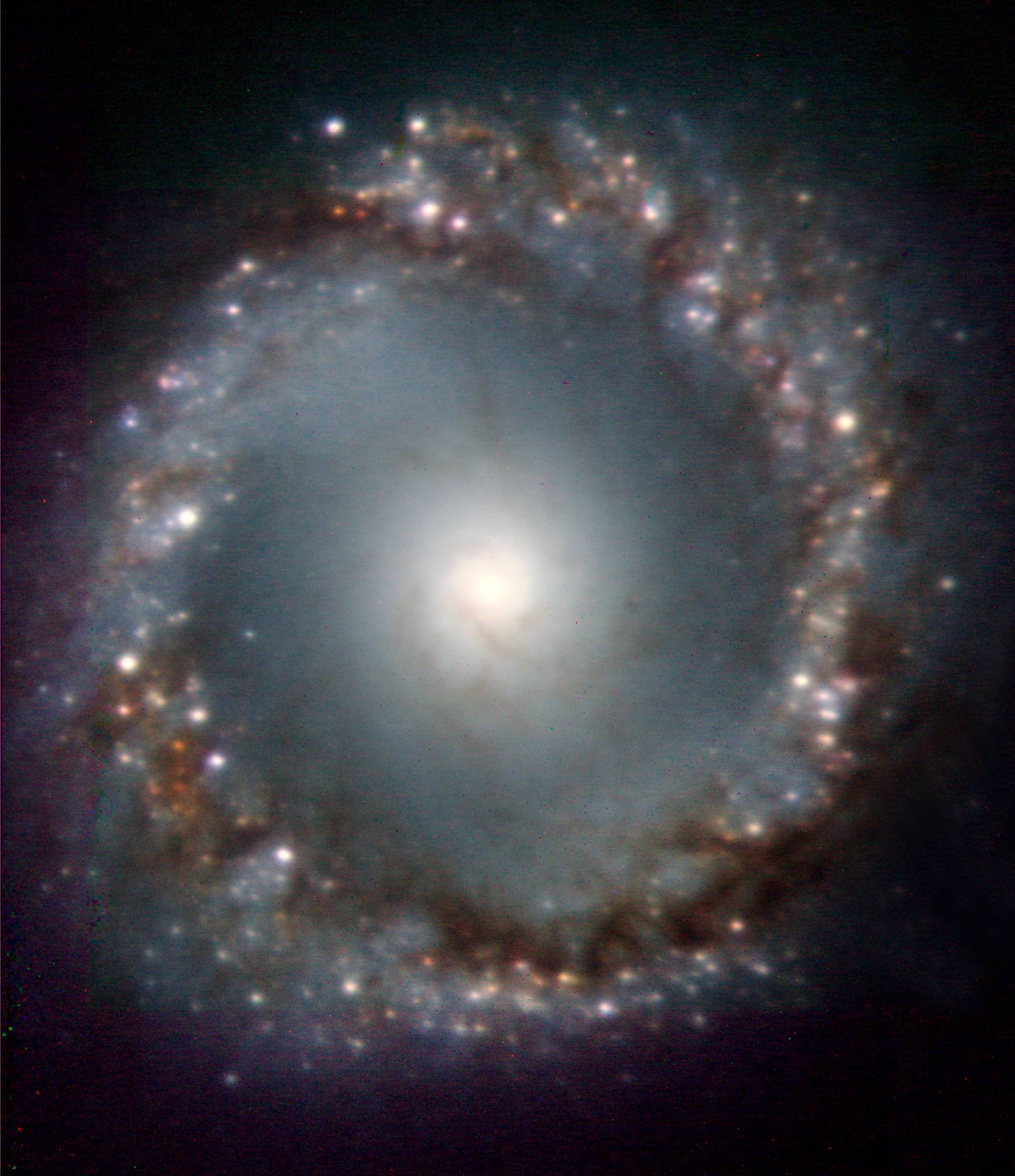
NGC 1097の中心5500光年幅の擬色画像
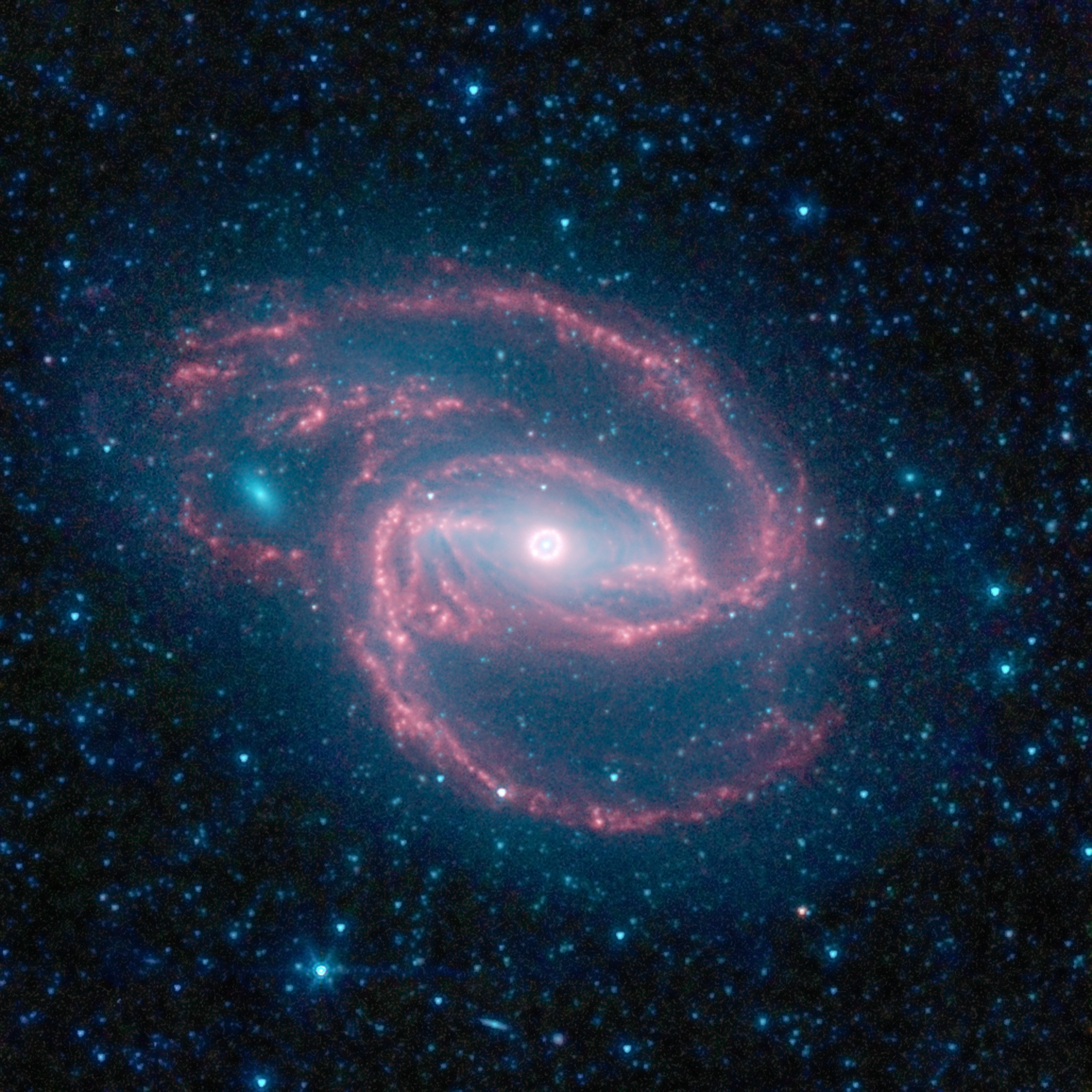
スピッツァー宇宙望遠鏡で見たNGC 1097